# Башня Танги
Башня Танги (фр. Tour Tanguy, брет. Tour Tangi), также известна, как крепость Кильбиньон (фр. Bastille de Quilbignon, брет. Kreñvlec'h Kilbignon) — средневековая башня на скалистом холме у реки Пенфельд в Бресте, Франция. Башня, вероятно, построена во время бретонской войны за престолонаследие, и находится напротив Брестской крепости на другой стороне реки.
Доступ к ней осуществляется с улицы де ла Порт на площади Пьера Перона, у подножия моста Рекувранс. В настоящее время в башне располагается музей старого Бреста с коллекцией диорам, изображающих город Брест накануне Второй мировой войны.

## История
Точное происхождение средневековой башни определить не удалось. Вероятно, башня была построена англичанами для защиты или контроля переправы между двумя берегами реки во время их оккупации города в XIV веке в ходе войны за бретонское наследство — одного из военных конфликтов времен Столетней войны. По другой версии, основателем башни мог быть генерал-лейтенант Танги I дю Шатель, отличившимся в борьбе Бретани против Англии и внесшим вклад в укрепление правого берега. Имя Танги также носили другие члены его семейства, которое в итоге и закрепилось за названием самой башни.
В 1397 году по условиям перемирия башня была возвращена англичанами герцогу Бретани. Примерно до 1580 года башня была местом правосудия для лордов Шатель. В 1786 году заброшенная башня стала собственностью семьи Роган-Гемене, затем перешла в королевские владения, а позже была продана господину Габон во время Французской революции.
В 1862 году башню купил архитектор Барилле, который превратил её в жилой дом, пробив окна и соорудив на её вершине крышу в китайском стиле с павильоном. Её последний обитатель и владелец, доктор Джозеф Тильманс, покинул башню после пожара во время бомбардировки 1944 года, уничтожившего китайский павильон. В 1954 году сооружение перешло под управлением муниципальных властей Бреста, которые организовали проведение реконструкции. В 1959 году было принято решение открыть в башне музей истории города, диорамы для которого выполнил художник Джим Севеллек. Музей истории города до начала Второй мировой войны был открыт в июле 1962 года. В музее представлены исторические модели и реконструкции, который дают представление о том, как выглядел Брест с начала XVIII века и до начала Второй мировой войны. В 1971 году вершина башни была перестроена — сооружен зубчатый карниз и установлен шатёр, чтобы придать ей средневековый вид.

## Музей

### Нижний этаж
На нижнем этаже находятся старые планы города Бреста, исправительной колонии, церкви Сен-Луи и укреплений; собрание гербов различных брестских корпораций (всего 34); старые открытки и фотографии.

### 1-й этаж
На первом этаже Джим Севеллек создал диорамы значимых событий и исторических сцен города Бреста, таких как:
- «Последний бой Марии де ла Кордельер» — сцена, изображающая битву при Ла-Кордельере в 1512 году;
- «Брестский замок» — реконструкция замка в начале XX века;
- «Город в начале XVII века»;
- «Сиамское посольство» — реконструкция прибытия в Брест трёх послов короля Сиама в 1686 году;
- «Город накануне революции».

### 2-й этаж
На втором этаже диорамы Джима Севеллека предлагают виды на знаменательные события и прогулку по живописным улицам и площадям Бреста в прошлом, в том числе:
- «Башенный рынок» — рыночная сцена, проводимая у подножия башни два раза в неделю;
- «Визит Их Императорских Величеств Наполеона III и Императрицы Евгении в Брестский порт»;
- «Императорский мост» — изображение Большого вращающегося моста, открытого 23 июня 1861 года, предшественника моста Рекувранс, соединявшего левый и правый берега;
- «Общий вид Бреста в 1961 году — Рю де Сиам»;
- «Рынок Пуликен» — вид на рынок в 1910 году;
- «Авиационный бар» — расположенный в конце улиц Клебер и Монж в 1934 году;
- «Лестница фонтана» — вид 1930 года;
- «Улица Борда» — которая спускалась к улице де ла Порт в 1925 году.

### 3-й этаж
Верхний этаж доступен только во время определённых мероприятий и выставок.

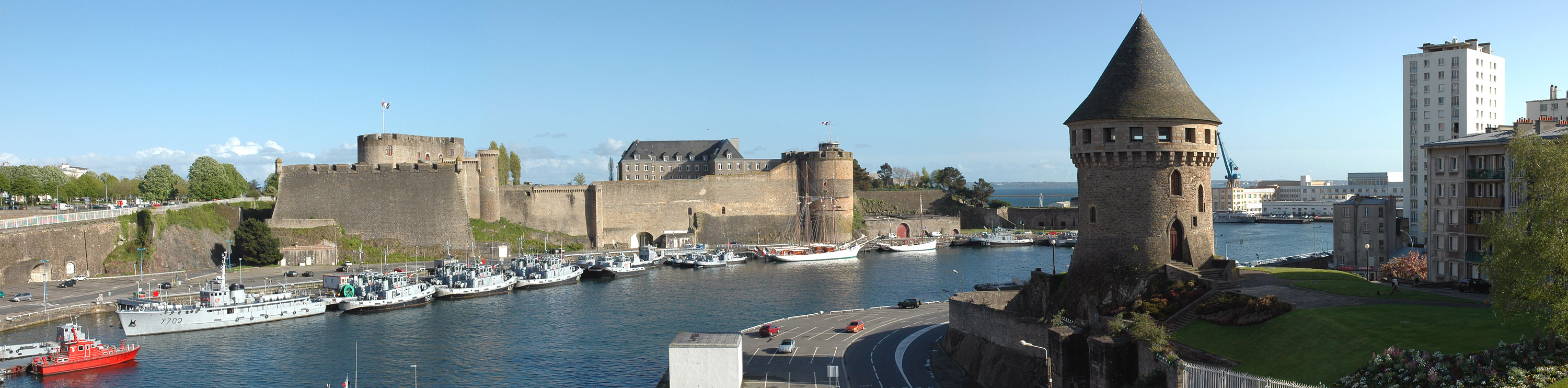
Панорама Брестского замка и Башни Танги